# Drølt Skov
Drølt Skov (ty. Drülter Holz) er en skov på 130 ha i den sydøstlige del af Angel i Sydslesvig. Skoven er beliggende vest for købstaden Kappel tæt på godset Drølt. Skoven er overvejende bøgeskov, men der er også aske- og elle-træer. Der lever sikahjort i skoven. Omtrent 85 procent af skoven er privat godsskov. Driften af skoven foregår på en bæredygtig måde, så at der ikke bliver fældet mere træ end tilvæksten (→bæredygtig skovbrug). Skoven er på vegne af den slesvig-holstenske miljøstyrelse udpeget som habitatområde under det fælleseuropæiske Natura 2000-projekt. Natura 2000-områder er udpeget i for at beskytte bestemte arter og naturtyper, der er sjældne, truede eller karakteristiske for EU-landene. I administrativ henseende hører den største del under Stoltebøl, en mindre del under Kappel kommune i Slesvig-Flensborg kreds i den nordtyske delstat Slesvig-Holsten. I den danske tid hørte området under Tøstrup Sogn (Kappel Herred, Slesvig). Navnet Drølt (på dansk også Drylt) kan henføres til oldnordisk drȳgja i betydning hvad, der varer længe, drøj, stor, tæt. Selve godset hed i middelalderen Trølegaard.
Skoven er om beliggende mellem Hvidkilde med gården Stenneshøj (Stenneshöh) i syd, Kappel-Sandbæk i sydøst, Fuglsang-Tækkerhus i nordøst, Stoltebøl-Sønderskov og -Markskel i nord og Stoltebølled i vest.